# P.G.T. Beauregard

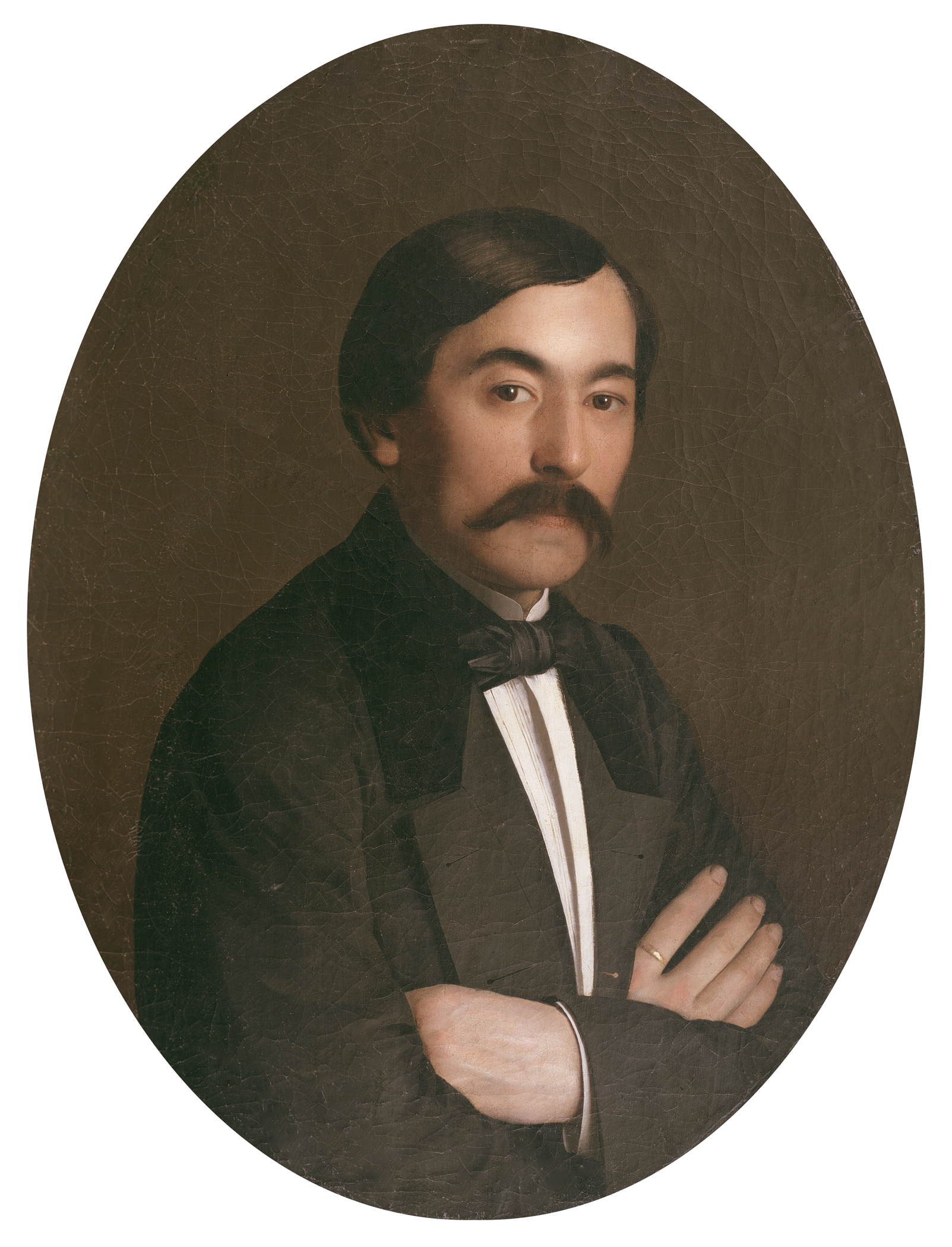
Pierre G. T. Beauregard als jongeman, geschilderd door Richard Clague

Pierre Gustave Toutant Beauregard (St. Bernard Parish (Louisiana), 28 mei 1818 – New Orleans (Louisiana), 20 februari 1893) was een Amerikaanse officier, politicus, schrijver, uitvinder, ambtenaar en toonaangevend generaal van de Geconfedereerde Staten van Amerika tijdens de Amerikaanse Burgeroorlog. Vandaag is hij gekend onder de naam P. G. T. Beauregard, maar zelf ondertekende hij zijn correspondentie steevast met G. T. Beauregard.
Hij studeerde af als een civiel ingenieur aan de  United States Military Academy en diende bij het geniekorps tijdens de Mexicaans-Amerikaanse Oorlog. Na een korte opdracht aan de militaire academie in 1861 nam hij ontslag uit het U.S. Army en werd de eerste brigadegeneraal bij het Zuidelijke leger. Hij had het bevel over de Aanval op Fort Sumter in april 1861 die het begin van de Amerikaanse Burgeroorlog inluidde. Drie maanden later won hij de eerste grote veldslag bij Bull Run in Virginia.
Beauregard had het bevel over verschillende legers aan het westelijke front en voerde de Zuidelijke eenheden aan tijdens de Slag bij Shiloh in Tennessee en het Beleg van Corinth in Mississippi. Hij keerde terug naar Charleston waar hij in 1863 de haven verdedigde tegen herhaalde Noordelijke aanvallen te land vanuit de zee. Een van zijn grootste verwezenlijkingen was het vrijwaren van Petersburg, Virginia in juni 1864 toen numeriek veel sterkere Noordelijke eenheden oprukten naar de Zuidelijke hoofdstad Richmond.
Zijn invloed op de algemene Zuidelijke strategie werd ondermijnd door zijn slechte relatie met president Jefferson Davis en andere hoge officieren en politici. In april 1865 konden Beauregard en zijn bevelhebber, generaal Joseph E. Johnston, Davis en zijn kabinet toch ervan overtuigen om de oorlog te beëindigen. Johnston gaf het gros van de overgebleven Zuidelijke eenheden, waaronder Beauregards manschappen, over aan de Noordelijke generaal-majoor William T. Sherman.
Na zijn militaire loopbaan, keerde hij terug naar Louisiana waar hij onder meer werkte voor een spoorwegmaatschappij. Hij maakte zijn fortuin door zijn rol in de Louisiana State Lottery Company.

## Beginjaren en opleiding
Beauregard werd geboren op een rietsuikerplantage in St. Bernard Parish, Louisiana op ongeveer 30 km van New Orleans. Zijn ouders waren van Frans-Creoolse afkomst. Beauregard was het derde kind van Hélène Judith de Reggio, van Italiaanse adellijke afkomst en Jacques Toutant-Beauregard met Frans en Welsh bloed. François Marie, Chevalier de Reggio, zijn grootvader langs moeders zijde, was een lid van Huis Este en was een officier tijdens de Oostenrijkse Successieoorlog. Hij was een invloedrijk figuur in de regering van Spaans Louisiana. Beauregard had drie broers en drie zussen. Hij volgde les aan verschillende privé-scholen in New Orleans en de "Franse school" in New York. Tijdens zijn vier jaar durende verblijf in New York, vanaf zijn 12 jaar, leerde hij eerst het Engels, omdat Frans zijn moedertaal was.
Daarna werd hij toegelaten tot de United States Military Academy in West Point. Een van zijn leraars was Robert Anderson, die later de bevelhebber zou zijn van Fort Sumter. Toen hij zijn opleiding begon aan de academie liet hij het koppelteken weg en gebruikte Toutant als een tussennaam. Daarna ondertekende hij zijn correspondentie met "G. T. Beauregard." Hij studeerde af als tweede van zijn klas en was een voortreffelijk artillerist en ingenieur. Zijn vrienden gaven hem de bijnamen: "Little Creole", "Bory", "Little Frenchman", "Felix" en "Little Napoleon".

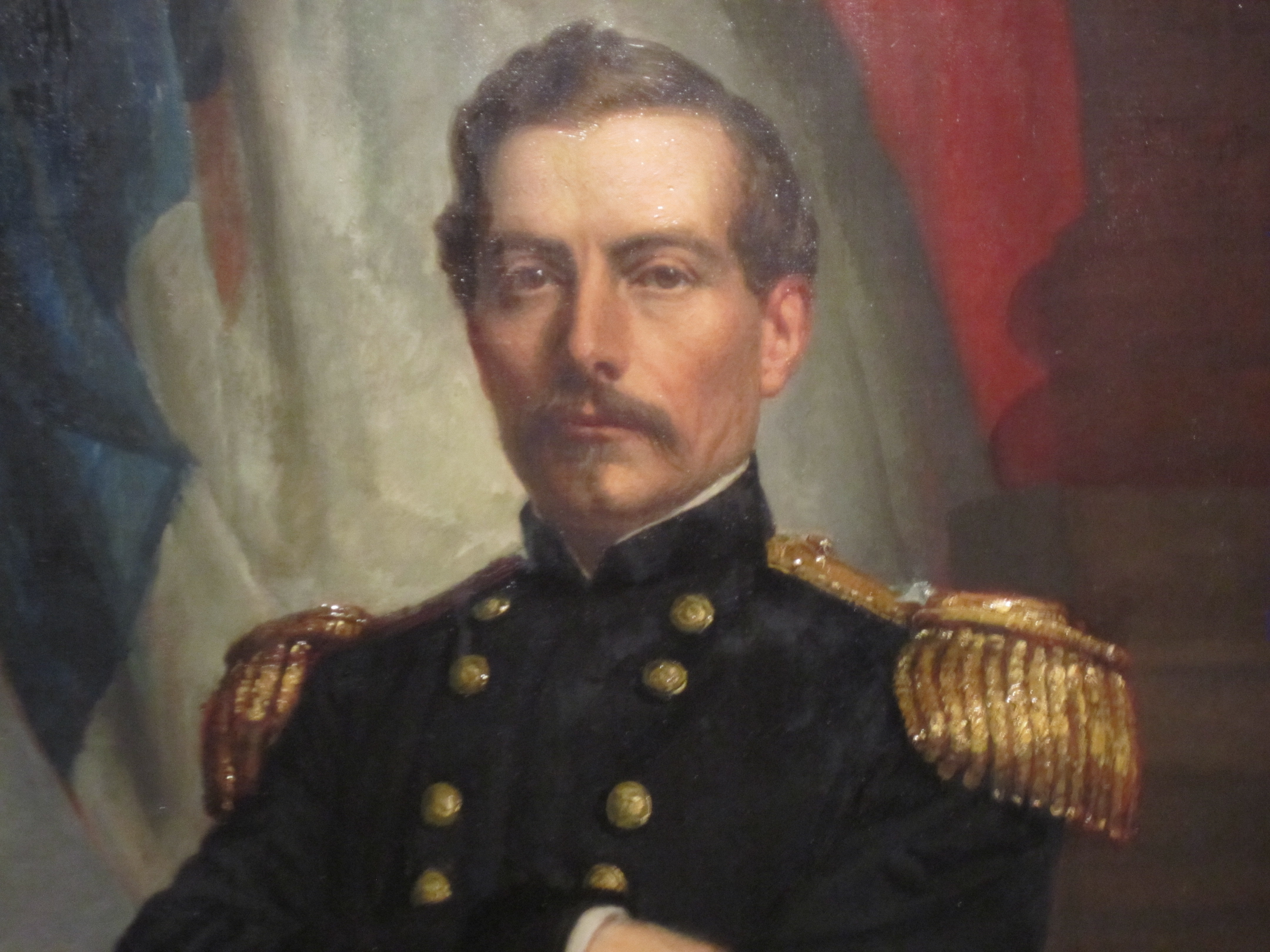
Een deel van het portret van Beauregard geschilderd door George Peter Alexander Healy

## Militaire loopbaan in het U.S. Army
Tijdens de Mexicaans-Amerikaanse Oorlog diende Beauregard als genie-officier onder generaal Winfield Scott. Hij werd benoemd tot gebrevetteerd kapitein tijdens de Slag bij Contreras en de Slag bij Churubusco. Hij kreeg de rang van majoor tijdens de Slag bij Chapultepec. Daar raakte hij gewond in de schouder en het dijbeen. Hij werd opgemerkt tijdens een vergadering met Scott en zijn staf omtrent de aanvalsplannen voor het fort van Chapultepec. Hij was een van de eerste officieren die Mexico-Stad binnentrok.  Beauregard vond zijn bijdragen in gevaarlijk verkenningsopdrachten en het opstellen van strategieën voor zijn oversten belangrijker dan zijn collega’s, waaronder kapitein Robert E. Lee. Daarom was Beauregard teleurgesteld toen zijn collega’s sneller promoveerden dan hijzelf.
In 1848 keerde Beauregard terug uit Mexico. De volgende 12 jaar stond hij aan het hoofd van de "the Mississippi and Lake defenses in Louisiana." Veel van zijn werk gebeurde echter buiten dit gebied. Hij repareerde en bouwde nieuwe forten in Florida en in Mobile, Alabama. Hij versterkte de forten St. Philip en Jackson langs de Mississippi ten zuiden van New Orleans.
Hij was werkzaam bij een raad van leger en marine ingenieurs die de kanalen aan de monding van de Mississippi verbeterden. Hij maakte en patenteerde de "self-acting bar excavator", een soort baggerboot. Terwijl hij in actieve dienst was, zette hij zich in voor de verkiezingscampagne van de democratische presidentskandidaat Franklin Pierce, een voormalige generaal uit de Mexicaanse oorlog. Pierce benoemde Beauregard tot superintendent ingenieur van het United States Custom House in New Orleans, een groot granieten gebouw uit 1848. Toen het gebouw in de moerassige grond wegzakte, voerde Beauregard de nodige verstevigingswerken uit. Hij voerde deze functie uit van 1853 tot 1860.
Tijdens zijn tijd in New Orleans, raakte Beauregard gefrustreerd als soldaat in vredestijd. Hij wou William Walker volgen die Nicaragua in handen had. Walker bood een plaats aan als tweede bevelhebber van het leger. Verschillende hogere officieren, waaronder Winfield Scott zelf, overtuigden Beauregard om in Verenigde Staten te blijven. Hij betrad kort het politieke toneel in 1858 om burgemeester te worden van New Orleans. Hij werd met een kleine marge verslagen.
Via de politieke invloed van zijn zwager, John Slidell, kon Beauregard de benoeming als Superintendant van het United States Military Academy bemachtigen op 23 januari 1863. Zijn benoeming werd vijf dagen later ingetrokken toen Louisiana zich afscheidde van de Verenigde Staten. In een brief klaagde hij de gang van zaken aan bij het War Departement waarbij hij stelde dat hij geviseerd werd zonder dat er zelfs maar enig schot gelost was.

## Privéleven
In 1841 trouwde Beauregard met Marie Antoinette Laure Villeré (22 maart 1823 – 21 maart 1850), dochter van de rietsuikerkweker Jules Villeré uit Plaquemines Parish. Haar familie nam een vooraanstaande positie in tussen de Frans-Creoolse families in zuidelijk Louisiana. Maries grootvader langs vaders kant was Jacques Villeré, de tweede gouverneur van Louisiana. Ze had blauwe ogen en een lichte huidskleur. Ze kregen samen drie kinderen: René (1843 – 1910), Henri (1845 – 1915) en Laure (1850 – 1884). Marie stierf in het kraambed toen ze Laure ter wereld bracht. 
Tien jaar later huwde Beauregard voor een tweede maal met Caroline Deslonde, dochter van de rietsuikerkweker André Deslonde uit St. James Parish. Caroline was de schoonzuster van John Slidell, een senator uit Louisiana en later diplomaat voor de Zuidelijke Staten. Ze stierf in maart 1864 terwijl de stad bezet werd door de Noordelijken. Ze kregen geen kinderen samen.

## De Amerikaanse Burgeroorlog

### Charleston

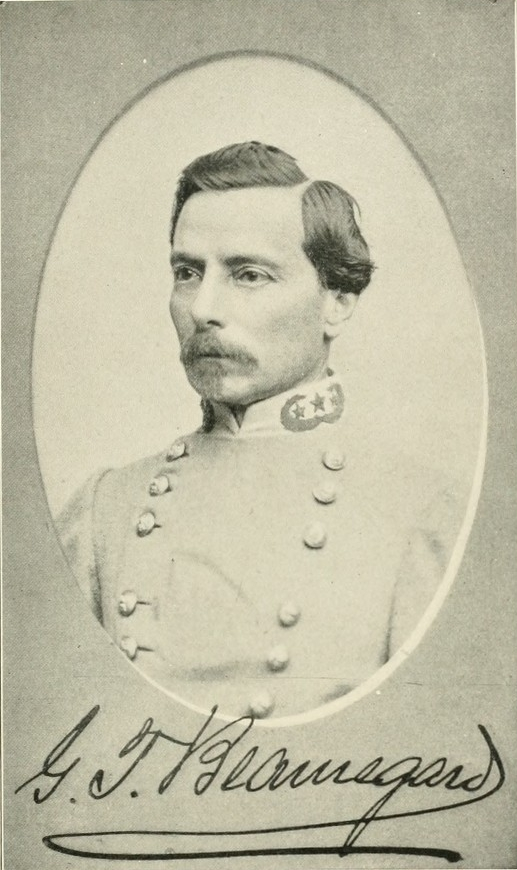
De Zuidelijke generaal P. Gustave Toutant Beauregard

Beauregard nam het eerste schip van New York naar New Orleans. Daar aangekomen liet hij de forten St. Philip en Jackson verder versterken die de toegang tot de Mississippi en New Orleans bewaakten. Hij hoopte op de benoeming tot bevelhebber van het leger van de staat Louisiana. Deze benoeming ging echter naar Braxton Bragg. Om verdere problemen te vermijden, wou Bragg Beauregard benoemen tot kolonel. Beauregard nam echter dienst als gewoon soldaat in de "Orleans Guards", een bataljon van Frans-Creoolse aristocraten. Ondertussen probeerde hij via Slidell en de pas aangestelde president Jefferson Davis een benoeming te krijgen in het nieuwe Zuidelijke leger. De geruchten dat Beauregard een volledig leger zou aanvoeren, maakte Bragg razend. Gezien de politieke situatie rond de aanwezigheid van de Noordelijken in Fort Sumter, stuurde Davis Beauregard naar Charleston om aldaar het bevel op zich te nemen van de Zuidelijke troepen. Beauregard bleek de perfecte combinatie van een militair ingenieur en charismatische Zuidelijke officier voor de gegeven omstandigheden.
Beauregard werd de eerste officier die tot brigadegeneraal benoemd werd in het Provisional Army of the Confederate States op 1 maart 1861. (Hij werd op 21 juli bevorderd tot generaal in het Zuidelijke leger. Zijn benoeming en rang maakte hem tot de vijfde belangrijke generaal in het Zuidelijke leger na Samuel Cooper, Albert Sidney Johnston, Robert E. Lee en Joseph E. Johnston.)

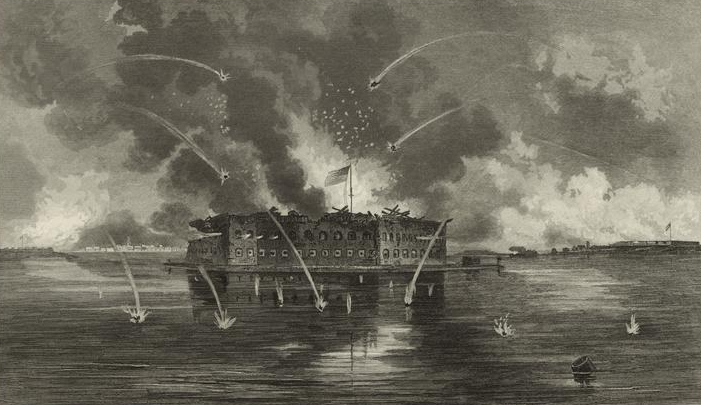
Het bombardment van Fort Sumter, 1861.
George Edward Perine (1837-1885), graveur.

Op 3 maart 1861 arriveerde Beauregard, samen met gouverneur Francis Wilkinson Pickens, om de verdedigingswerken in de haven te inspecteren. Hij trof ze in een hopeloze staat aan. Hij deed er alles aan om de nodige werken te laten uitvoeren.
Toen de politieke situatie begin april verder verslechterde, eiste Beauregard de overgave van het fort voor een geplande Noordelijk bevoorradingskonvooi het fort bereikte. Op 12 april werden de onderhandelingen met Anderson afgebroken. De eerste schoten van het conflict werden afgevuurd vanaf fort Johnson richting fort Sumter. De Aanval op Fort Sumter duurde 34 uur. Het fort kreeg duizenden projectielen te slikken vanuit stellingen in de haven. Anderson gaf het fort formeel over op 14 april. Beauregard werd algemeen geprezen en kreeg de bijnaam The Hero of Fort Sumter".

### DeEerste Slag bij Bull Run
Beauregard werd naar Richmond, de nieuwe hoofdstad van de Zuidelijke Staten ontboden. Hij werd ontvangen als een held. Hij kreeg het bevel over de
"Alexandria Line" die een ophanden zijnde Noordelijke invasie diende tegen te houden. Deze invasie werd voorbereid door brigadegeneraal Irvin McDowell die nog een klasgenoot van Beauregard was geweest. Het doel van de Noordelijke aanval was het Zuidelijke spoorwegknooppunt bij Manassas, Virginia. Beauregard werkte plannen uit om zijn legermacht en die van generaal Joseph E. Johnston, die opereerde in de Shenandoahvallei, te concentreren om niet alleen de verwachte aanval af te slaan maar ook om zelf tot de aanval over te gaan tegen McDowell en de vijandelijke hoofdstad Washington, D.C. Ondanks zijn hogere rang liet Johnston het opmaken van de plannen volledig over aan Beauregard. President Davis vond dat de meeste van Beauregards plannen onpraktisch waren voor een onervaren leger zoals de Zuidelijken voorlopig hadden. Gedurende de oorlog zou het regelmatig botsen tussen Davis en Beauregard omdat Davis vond dat de generaal geen voeling had met de pragmatische logica van het oorlog voeren.

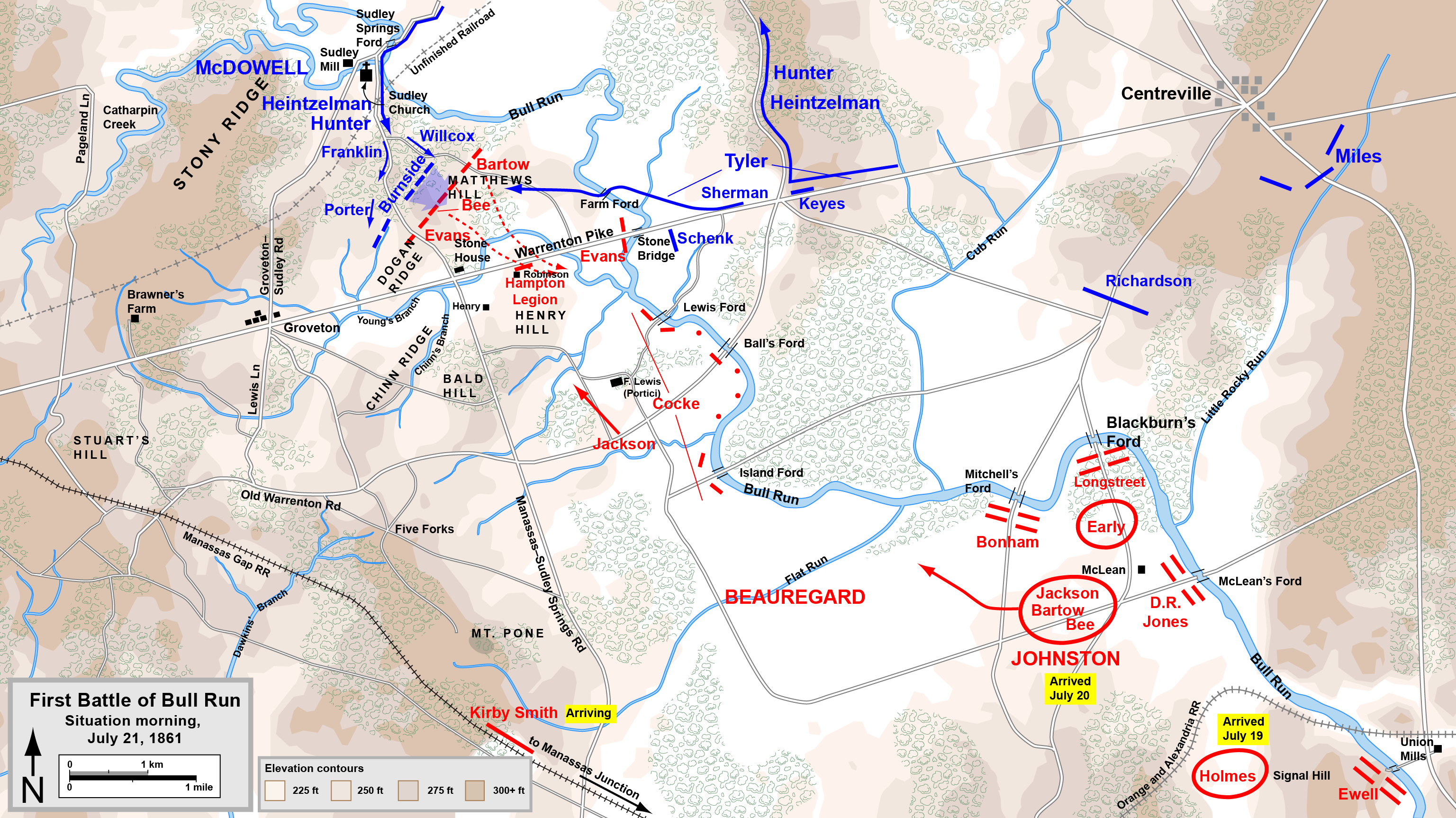
Het begin van de Eerste Slag bij Bull Run.

De Eerste Slag bij Bull Run begon in de vroege ochtend van 21 juli 1861 met een verrassingsaanval van beide legers. Zowel McDowell als Beauregard hadden een flankaanval om elkaars linkerflank uitgewerkt. McDowell ging als eerste tot de aanval over, stak de Bull Run over en bedreigde de Zuidelijke linkerflank. Beauregard wou zijn eigen plan doordrukken en de Noordelijke linkerflank aanvallen bij Centreville. Johnston drong er echter op aan dat de linkerflank bij Henry House Hill zou versterkt worden. Toen Beauregard de sterkte van de vijandelijke aanval zag, vroeg hij aan Johnston om zich 2,4 km terug te trekken om vandaar uit de aanval te coördineren. Beauregard reed langs de slaglinies, sprak de soldaten toe en moedigde hen aan. De Zuidelijke linie hield stand.
Terwijl de laatste van Johnstons versterkingen uit de Shenandaohvallei arriveerden, voerden de Zuidelijken een tegenaanval uit waardoor de Noordelijke linies braken. De Noordelijken trokken zich in allerijl terug naar Washington. Beauregard werd geprezen door pers en publiek. Op 23 juli, droeg Johnston Beauregard voor om bevorderd te worden tot generaal. Davis ging akkoord. Beauregard werd generaal vanaf de dag van de Zuidelijke overwinning bij Bull Run op 21 juli.

Beauregards strijdvlag

Na de Slag was Beauregard voorstander van een gestandardiseerde strijdvlag die verschilde van de officiële Vlag van de Geconfedereerde Staten van Amerika om verwarring met de vlag van de Vlag van de Verenigde Staten te vermijden. Hij ontwierp samen met Johnston en William Porcher Miles de Zuidelijke strijdvlag waarvan de achtergrond geïnspireerd was op, en een omkering was van, de vlag van de voormalige Afrikaanse Republiek Winburg-Potchefstroom. Op het Andreaskruis zouden enkel nog dertien sterren worden toegevoegd. Zuidelijke dames die het leger van Beauregard bezochten, leverden de zijden stoffen om de eerste drie vlaggen te maken, namelijk die van Beauregard, Johnston en Earl Van Dorn. Daarom bevatten de eerste vlaggen meer vrouwelijk roze dan rood. Tegelijkertijd ijverde Beauregard ervoor om de vlag algemeen erkend te krijgen. Het zou het meest bekende symbool van het Zuiden worden.
Toen het leger zijn winterkwartieren opzocht, had Beauregard onenigheid met het Zuidelijke opperbevel. Hij was een sterk voorstander van een invasie in Maryland om de vijandelijke flank en de achterhoede te bedreigen. Zijn plan werd als te ambitieus afgedaan, waarna hij een overplaatsing naar New Orleans vroeg. Hij ging ervan uit de Noordelijken binnen afzienbare tijd de aanval op New Orleans zouden inzetten. Ook dit werd geweigerd. Hij discussieerde met generaal Lucius B. Northrop (een persoonlijke vriend van Davis) over de bevoorrading van zijn eenheden. Hij twijfelde publiekelijk over het recht van de Secretary of War om bevelen te geven aan een generaal. Hij streek Davis tegen de haren in toen hij in een krant een verslag liet publiceren waarin hij liet doorschemeren dat de bemoeienissen van Davis de volledige vernietiging van het vijandelijke leger en de inname van Washington hadden gedwarsboomd.

### Shiloh and Corinth

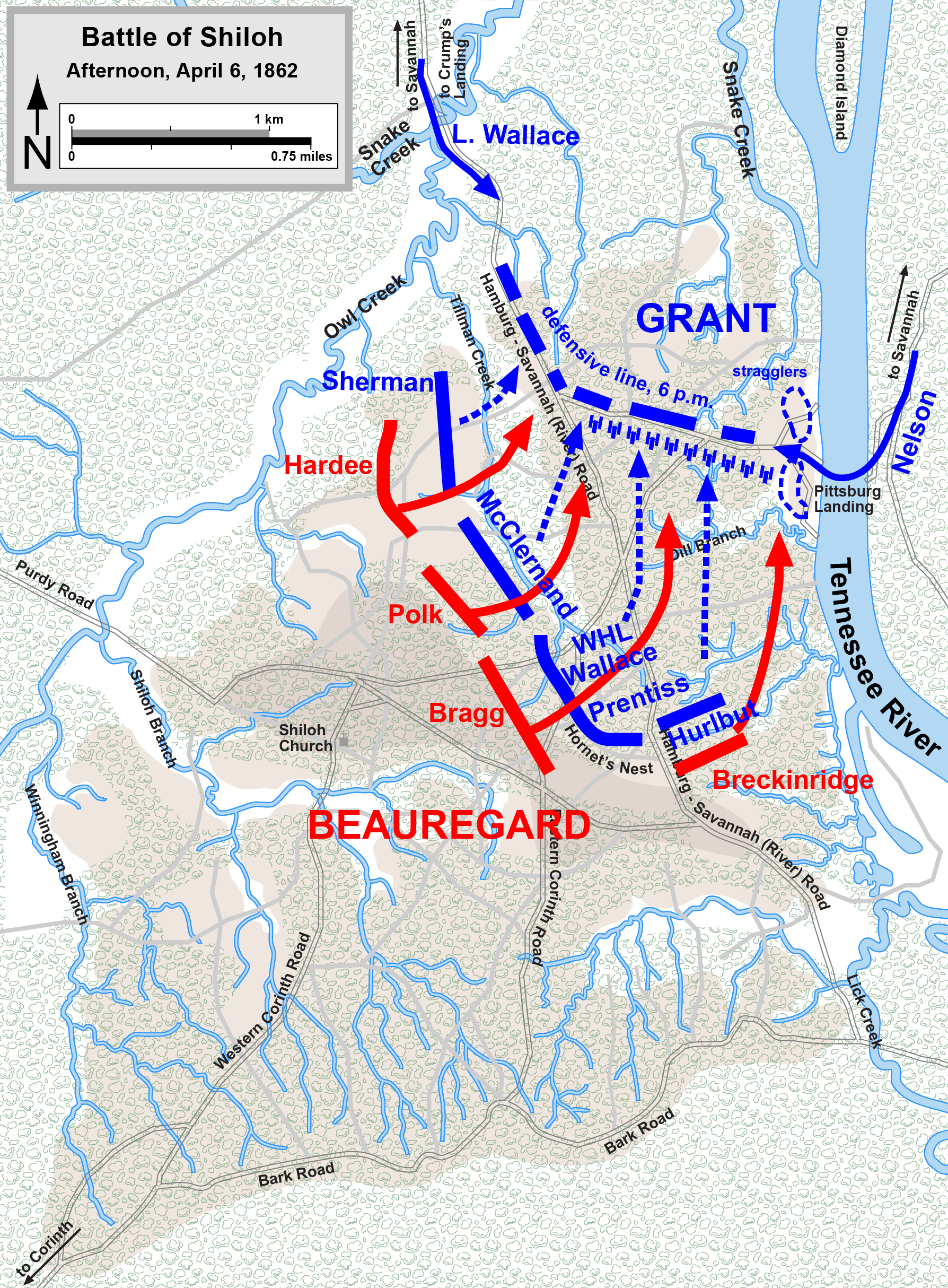
Kaart van de Slag bij Shiloh: namiddag van 6 april 1862 waarin Beauregard het bevel op zich neemt.

Omdat Beauregard op politiek vlak persona-non-grata werd, werd hij overgeplaatst naar Tennessee. Daar werd hij aangesteld als plaatsvervanger van generaal Albert Sidney Johnston (die geen familie was van Joseph E. Johnston) die het Army of Mississippi onder zijn bevel had. Zijn benoeming werd van kracht op 14 maart 1862. De twee generaals maakten plannen om met een geconcentreerde aanval de Noordelijke opmars via de Tennessee naar Corinth  van generaal-majoor Ulysses S. Grant en generaal-majoor Don Carlos Buell tegen te houden.  In de Slag bij Shiloh, die begon op 16 april 1862 voerden de Zuidelijken een verrassingsaanval uit op Grants Army of the Tennessee. De Noordelijken werden bijna verslagen. Opnieuw liet de bevelvoerende generaal de tactische leiding over aan Beauregard. De Zuidelijke massale frontale aanval liep in het honderd door een slechte aanpak van Beauregard. In plaats van ieder korps een eigen front toe te wijzen, rukten de korpsen op in linie achter elkaar waardoor de verschillende eenheden al snel in elkaars vaarwater terechtkwamen. Hierdoor kon geen geconcentreerde aanval uitgevoerd worden op de zwakke plekken in het Noordelijk front. In de late namiddag raakte Johnston dodelijk gewond. Beauregard nam onmiddellijk het algemeen bevel op zich van het leger en het departement. Toen de duisternis viel, besliste Beauregard om de aanval te staken tegen de laatste verdedigingslinie van Grant. Grant had zich teruggetrokken in een halfcirkelvormige linie met zijn rug tegen de Tennessee bij Pittsburg Landing.
Beauregards beslissing vormde later het  onderwerp van een hevig debat. Verschillende veteranen en historici dachten luidop als een nachtelijke aanval zou geslaagd zijn. Beauregard ging ervan uit dat de slag gewonnen was en wachtte tot de volgende morgen om de vijand te vernietigen. Hij kende ook de lokale topografie. Tussen de twee linies lag de Dill Branch creek, een riviertje met steile oevers. Bovendien zou de Noordelijke stelling zwaar verdedigd worden door artillerie. Ondertussen was het leger Army of the Ohio van Don Carlos Buell in de loop van de namiddag gearriveerd. Op 7 april 1862 voerde Grant een vernietigende tegenaanval uit. De Zuidelijken trokken zich in wanorde terug naar Corinth.
Grant verloor tijdelijk het commando over zijn leger door de bijna nederlaag bij Shiloh. Zijn overste, generaal-majoor Henry W. Halleck, nam het bevel over van Grant. Halleck benaderde de Zuidelijke stellingen bij Corinth met de nodige omzichtigheid. Deze strijd zou bekend worden als het Beleg van Corinth. Op 29 mei trok Beauregard zijn troepen terug uit Corinth naar Tupelo, Mississippi. Hij kon Halleck doen geloven dat hij zijn troepen klaarstoomde voor de aanval. Beauregard liet lege treinen aankomen en vertrekken om de indruk te wekken dat hij massaal versterkingen kreeg. Beauregard kon zijn leger met succes terugtrekken. Hij had problemen met vervuild water in Corinth. In april en mei verloren de Zuidelijken bijna evenveel man in Corinth door ziekte als tijdens de Slag bij Shiloh. Ook deze beslissing werd niet positief ontvangen. Toen Beauregard zonder toestemming op ziekteverlof vertrok, werd hij onmiddellijk vervangen door generaal Braxton Bragg.

### De terugkeer naar Charleston
Via zijn bevriende congresleden probeerde Beauregard zijn commando terug te krijgen. Davis bleef razend op Beauregard en de aanvraag werd afgewezen. Hij kreeg een aanstelling in Charleston waar hij de verantwoordelijkheid kreeg over de kustverdediging in South Carolina, Georgia en Florida waar hij generaal-majoor John C. Pemberton verving. Pemberton zelf werd gepromoveerd tot luitenant-generaal en naar Vicksburg, Mississippi gestuurd.
Beauregard was niet gelukkig met zijn opdracht. Hij vond zelf dat hij het bevel over een van de grote Zuidelijke legers verdiende. Desondanks voerde hij zijn taak boven alle verwachtingen goed uit. Hij voorkwam in 1863 de inname van Charleston door Noordelijke land- en amfibische aanvallen. Op 7 april 1863 werd een gepantserde kanonneerboot van schout-bij-nacht Samuel Francis Du Ponts Souht Altantic Blockading Squadron met succes verjaagd bij Fort Sumter door accuraat artillerievuur van Beauregards kustbatterijen. Van juli tot september 1863 probeerden Noordelijke eenheden onder leiding van brigadegeneraal Quincy Adams Gillmore Fort Wagner in te nemen, terwijl Schout-bij-nacht John A. Dahlgren Fort Sumter probeerde te vernietigen. Omdat de aanval op Fort Sumter mislukte, kon inname van Fort Wagner niet ten volle uitgebuit worden om Charleston te bedreigen.
Tijdens zijn bewind, voerde Beauregard verschillende innovaties door. Hij liet duikboten en zeemijnen testen (deze werden torpedo's genoemd). Er werden ook experimenten uitgevoerd met een torpedo-ram. Dit was een snelle boot waarop een torpedo bevestigd was. Naast zijn technische vernieuwingen, gebruikte hij zijn tijd om grootse strategieën uit te werken. Een van zijn voorstellen was dat sommige gouverneurs zouden overleggen met de Noordelijke gouverneurs van de westelijke staten (de staten van het Middenwesten om een vredesconferentie te organiseren. De Zuidelijke regering verwierp het voorstel, maar het was voer voor de Zuidelijke oppositie om het de president moeilijk te maken. Ook stelde Beauregard een Grand Strategy voor. Hij zou dit anoniem opsturen naar het Zuidelijke congres via zijn bondgenoten en wou het leger van Robert E. Lee verzwakken om de legers aan het westelijke front te versterken. Met deze troepen wilde hij het Noordelijke leger in Tennessee vernietigen zodat de druk op Vicksburg zou verminderen waarna er afgerekend kon worden met Grants leger. Daarna zou het Zuidelijke leger oprukken naar Ohio om zo de westelijke staten in hun handen te krijgen. Ondertussen zou een vloot van torpedo-rammen gebouwd worden in Engeland om New Orleans te heroveren. Dit zou het einde van de oorlog inluiden. Er zijn echter geen aanwijzingen dat dit plan ooit officieel voorgelegd werd.
Terwijl hij zijn eenheden in Florida bezocht, die een aanval op Jacksonville, Florida hadden verijdeld, ontving Beauregard een telegram dat zijn vrouw op 2 maart 1864 was overleden. Ze was reeds twee jaar ziek en de stad was inmiddels bezet door de Noordelijken. Een Noordelijk krant weet haar ziekte aan de ondoordachte acties van haar echtgenoot. Dit bracht zoveel verontwaardiging teweeg dat meer dan 6.000 mensen haar begrafenis bijwoonden. De Noordelijke generaal-majoor Nathaniel P. Banks liet haar met een stoomboot naar haar geboorteparochie brengen om daar bijgezet te worden.

### Richmond
In april 1864 dacht Beauregard dat de kans op militaire glorie voor hem zo goed als onbestaanbaar was. Een nieuwe aanval op Charleston werd niet voorzien en hij had geen vooruitzichten om een belangrijk leger te kunnen aanvoeren. Hij verzocht om verlof om te herstellen van chronische vermoeidheid en een keelaandoening. Hij diende zich echter te melden in Weldon, North Carolina bij de grens met Virginia. Hij diende de verdediging van het Department of North Carolina en Cape Fear op zich te nemen. Hij begon op 18 april in zijn nieuwe functie en veranderde de naam van het departement naar Department of North Carolina and Southern Virginia. De Zuidelijken bereidden zich voor op het lente-offensief van de Noordelijken onder leiding van luitenant-generaal Ulysses S. Grant. De Zuidelijke plannenmakers wilden de aanvoerlijnen ten zuiden van Richmond vrijwaren om zo de stad en het leger van Lee van de nodige voorraden te kunnen blijven voorzien.
Terwijl Grant het opnam tegen Lee in de Overlandveldtocht, voerde generaal-majoor Benjamin Butler een verrassingsaanval uit door te landen langs de James tijdens de zogenaamde Bermuda Hundred-veldtocht. Beauregard had met succes gelobbyd bij Braxton Bragg om zijn beperkte strijdmacht niet verder te decimeren door een deel naar Lee te sturen in het noorden. Door het behoud van zijn strijdmacht en de blunders van Butler kon Beauregard het Noordelijke leger blokkeren en hun bedreiging van Richmond neutraliseren. Nu deze sector stabiel bleek, werd de druk op Beauregard verhoogd om alsnog troepen naar Lee te sturen. Hij stuurde de divisie van generaal-majoor Robert Hoke naar Lee om deel te nemen aan de Slag bij Cold Harbor. Lee had echter behoefte aan meer troepen en bood Beauregard het bevel aan van de rechtervleugel van het Army of Northern Virginia. Beauregard antwoordde koeltjes: ”Ik heb er alles voor over om het succes van onze zaak te verzekeren, maar ik kan mijn departement niet verlaten zonder orders van het War Departement.”

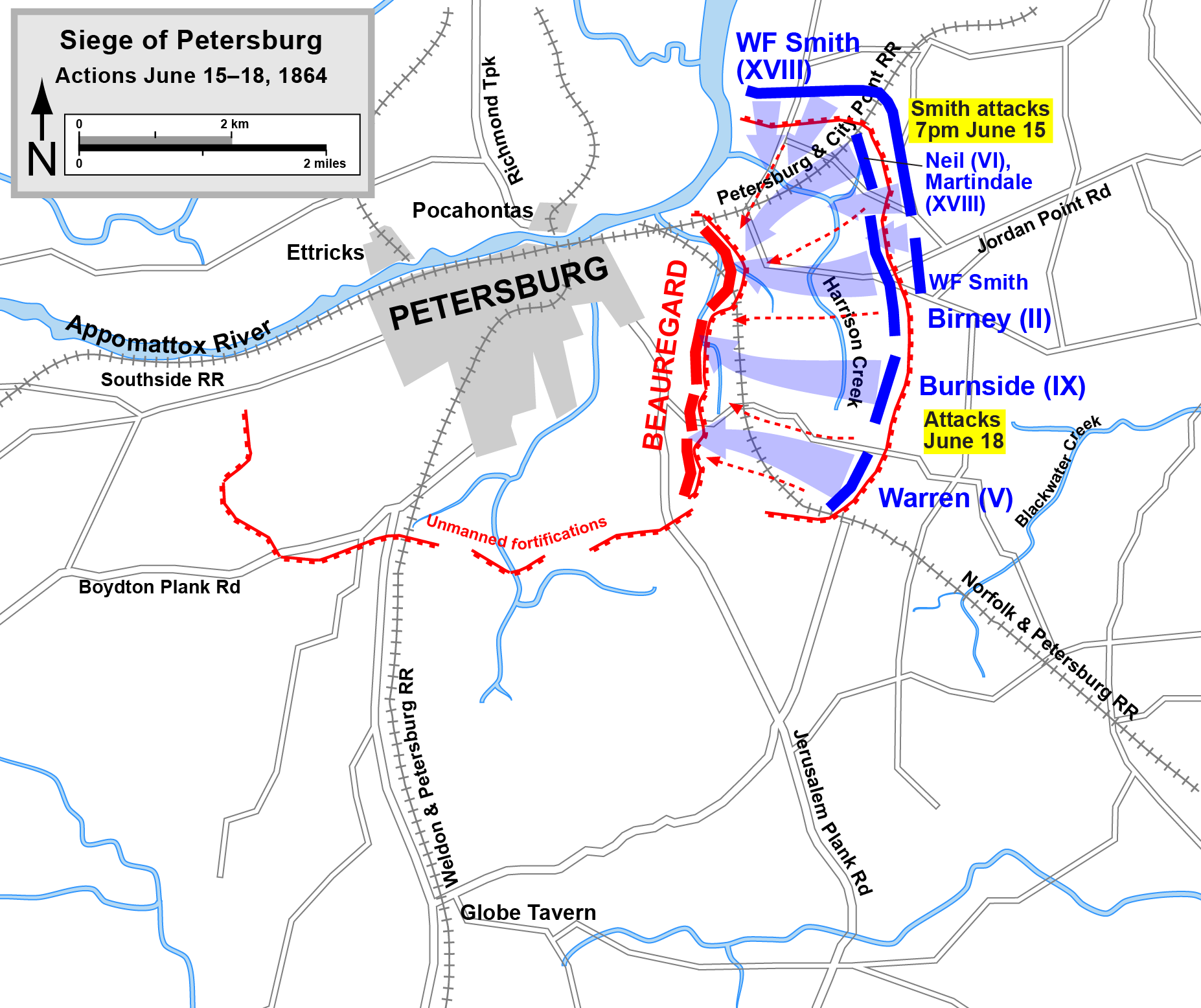
Beauregards verdediging van Petersburg tegen de Noordelijke aanvallen tussen 15 en 18 juni 1864

Na Cold Harbor slaagden Lee en het Zuidelijke opperbevel er niet in om de volgende zet van Grant in te schatten. Beauregard's strategisch inzicht veronderstelde dat Grant de James zou oversteken en Petersburg zou bedreigen. Deze stad was bijna niet verdedigd en beschikte over een belangrijk spoorwegenknooppunt dat zeer belangrijk was voor de bevoorrading van Lees leger en Richmond. Ondanks herhaalde pleidooien slaagde Beauregard er niet in om zijn collega’s te overtuigen om deze sector te versterken. Op 15 juni vocht zijn 5.400 man sterke leger, dat vooral bestond uit jongens, oude mannen en patiënten van verschillende militaire ziekenhuizen, tegen een Noordelijk leger van 16.000 soldaten in wat later de Tweede Slag bij Petersburg genoemd werd. Hij gokte door zijn eenheden bij Bermuda Hundred terug te trekken naar de stad ervan uitgaande dat Butler passief zou blijven. Wat ook zo bleek te zijn. Met deze versterking kon Beauregard de stad lang genoeg behouden tot Lee en zijn leger arriveerde.
Tijdens de eerste dagen van het beleg van Petersburg bleef Beauregard zijn eenheden aanvoeren. Na het verlies van de Weldonspoorweg na de Slag bij Globe Tavern (18 augustus – 21 augustus 1864) kreeg hij zware kritiek te verduren. Beauregard was niet langer tevreden met de commandostructuur onder Lee. Hij aasde op een eigen aanstelling en commando. Dit verlangen werd in de kiem gesmoord door Lee omdat deze enerzijds luitenant-generaal Jubal Early aanduidde om via de Shenandoahvallei Washington te bedreigen en anderzijds John Bell Hood naar Georgia te sturen om Joseph E. Johnston bij te staan na de Atlantaveldtocht.

### Terugkeer naar het westen
Na de val van Atlanta in september 1864, overwoog president Davis om John Bell Hood te vervangen. Hij stelde Lee voor om aan Beauregard te vragen of die interesse had. Beauregard was wel degelijk geïnteresseerd, maar het was onduidelijk of Davis nu Hood wou of Beauregard. Uiteindelijk bleef Hood op post. Op 2 oktober vond er een ontmoeting plaats tussen Beauregard en Davis in Augusta, Georgia waarbij Beauregard de post van bevelhebber van het Departement of the West aangeboden kreeg. Hij zou de verantwoordelijkheid krijgen voor de vijf Zuidelijke staten van Georgia tot aan de Mississippi. De legers van Hood en Richard Taylor zouden onder zijn verantwoordelijkheid vallen. Het was echter een ondankbare job waarbij zijn rol beperkt zou worden tot logistieke en coördinerende verantwoordelijkheden. Hij had geen rechtstreekse controle over de legers. Toch nam hij de job aan.
De grote veldtocht van de herfst van 1864 was Hoods Franklin-Nashvilleveldtocht. Beauregard had een negatief advies gegeven gezien de geringe operationele of logistieke winst die te behalen viel. Hood deed bitter weinig om zijn bevelhebber op de hoogte te houden. Hij communiceerde zijn plannen te laat en hield geen rekening met de communicatie- en bevoorradingslijnen die Beauregard met moeite kon openhouden. Terwijl Hood door Alabama naar Tennessee oprukte, begon de Noordelijke generaal-majoor William T. Sherman aan zijn Mars naar de Zee. Hierdoor diende Beauregard zijn volle aandacht te geven aan het vrijwaren van Georgia. Hij slaagde er niet in om Shermans opmars te vertragen, laat staan te stoppen. Hij had onvoldoende eenheden te velde en wou de troepen van de kustverdediging niet inzetten tegen Sherman. Bovendien slaagde Sherman erin om de Zuidelijken in het ongewisse te laten over zijn uiteindelijk doel. Op 21 december viel Savannah in Noordelijke handen. In januari 1865 marcheerden ze door South Carolina. Ondertussen had Hoods leger in de Slag bij Nashville zware verliezen geleden. Er waren nog weinig veteranen over om Sherman tegen te houden.
Beauregard probeerde zijn kleine strijdmacht te concentreren voor Sherman Columbia, South Carolina kon bereiken. Hij stuurde dringende boodschappen om hulp naar Richmond. Zijn berichten werden daar vol ongeloof onthaald. Davis en Robert E. Lee (ondertussen opperbevelhebber van alle Zuidelijke troepen) geloofden Beauregards rapporten niet over de snelheid waarmee Sherman oprukte zonder rekening te houden met aanvoerlijnen. Ze maakten zich ook zorgen over de “zwakke gezondheid” van Beauregard. Lee wou Beauregard vervangen door Joseph E. Johnston. Op 22 februari 1865 nam Johnston het roer over. Hoewel Beauregard volledig meewerkte, was het een bittere pil om te slikken. Voor de rest van de oorlog bleef Beauregard Johnstons vervanger. Hij hield zich bezig met routinezaken zonder het strijdtoneel te zien. Op 13 april vond er een vergadering plaats met Davis waarbij de algemene toestand op de agenda stond. Ze haalden Davis over om Johnston naar Sherman te sturen om de onderhandelingen te openen voor de overgave. Op 26 april 1865 gaven beide officieren zich over aan Sherman nabij Durham, North Carolina. Op 2 mei werden ze vrijgelaten. Beauregard reisde af naar Mobile waar hij een Noordelijk transportschip nam naar New Orleans.

## Leven na de oorlog

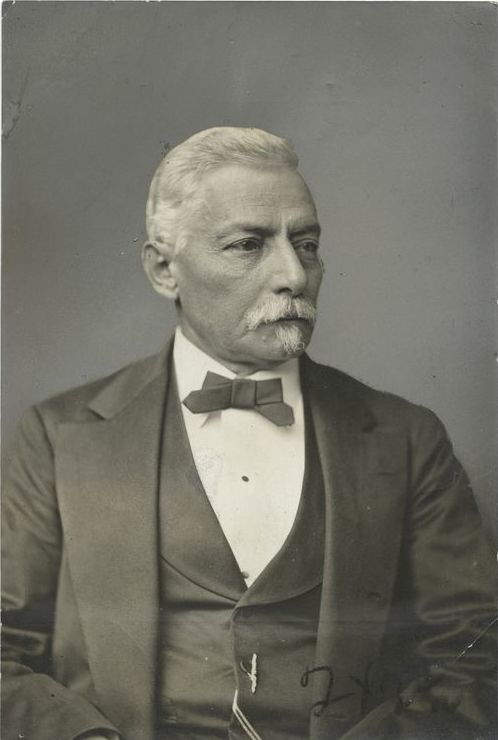
Beauregard in zijn laatste jaren

Na de oorlog wou Beauregard geen amnestie krijgen door een publieke eed te zweren. Zowel Lee als Johnston raadden het hem toch aan. Hij zwoer zijn eed op 16 september 1865 voor de burgemeester van New Orleans. Hij was een van de vele Zuidelijke officieren die een algemeen pardon ontvingen uitgegeven door president Andrew Johnson op 4 juli 1868. Zijn laatste privilege als Amerikaans staatsburger, het zich verkiesbaar stellen voor een publieke functie, werd hem teruggeven na een aanvraag bij het congres. Grant tekende de verklaring op 24 juli 1876.
Beauregard wenste een commissie in het Braziliaanse leger in 1865, maar ging uiteindelijk niet akkoord met de voorwaarden. Hij stelde dat de positieve aanpak van president Johnson tegenover het Zuiden hem van mening had doen veranderen om te vertrekken. Ook de voorstellen om commissies te aanvaarden in het leger van het Vorstendom Roemenië en in die van Kedivaat Egypte sloeg hij af.
Als een fervent Democraat probeerde Beauregard het Republikeins bestuur tijdens de Reconstructie te beëindigen. De gang van zaken tijdens de reconstructie was een voortdurende bron van ongenoegen tot in 1875. Hij was een actief lid van de Reform Party, een vereniging van conservatieve zakenmannen uit New Orleans. Ze waren voor de burgerrechten en stemrecht voor de recent vrijgelaten slaven. Zo hoopten ze de nodige steun te vinden om de radicale republikeinen uit de regering van de staat te wippen.
Beauregards eerste job na de oorlog was als hoofdingenieur en generaal superintendant van de spoorweg New Orleans en Great Northern in oktober 1865. In 1866 werd hij tot president benoemd, een positie die hij tot 1870 behield. Na een vijandige overname werd hij ontslagen. Hij werd ook president van de spoorweg New Orleans en Carrolton tussen 1866 en 1876. Hij verbeterde de verbindingen met een soort elektrische tram. Het bedrijf werd een financieel succes, maar hij werd ook hier opzij gezet door aandeelhouders die meer invloed in het bedrijf veroverden.
Na het verlies van zijn werk bij de spoorwegen werkte Beauregard enige tijd bij enkele verschillende bedrijven en bouwwerkzaamheden. Zijn persoonlijke rijkdom werd verzekerd toen hij ging werken voor de Louisiana State Lottery Company in 1877. Samen met zijn oude collega Jubal Early werd hij voorzitter van de loterijtrekkingen waarbij hij vele publieke optredens verzorgde. Beide generaals bleven 15 jaar op post. Door druk van de publieke opinie werd de door de overheid gesponsorde loterij afgeschaft.
Ook was Beauregard actief als schrijver. Zijn militaire werken bestonden onder andere uit Principles and Maxims of the Art of War (1863), Report on the Defense of Charleston en A Commentary on the Campaign and Battle of Manassas (1891). Hij was de onvermelde co-auteur van Alfred Romans The Military Operations of General Beauregard in the War Between the States (1884). Hij schreef een artikel in de Century Illustrated Monthly Magazine over de Slag bij Bull Run. Tijdens deze jaren werden in verschillende tijdschriften een verbale vete uitgevochten tussen Beauregard en Jefferson Davis waarbij ze elkaar beschuldigden van de Zuidelijke nederlaag.
Beauregard diende als adjudant-generaal voor de Louisiana State-militie van 1879 tot 1888. Hij werd verkozen tot commissaris voor openbare werken in New Orleans. Toen John B. Hood en zijn echtgenote in 1879 overleden lieten ze tien wezen achter. Om hen te helpen liet Beauregard de memoires van Hood publiceren waarbij alle opbrengsten naar de kinderen gingen. Door de gouverneur van Virginia werd hij benoemd tot groot-maarschalk van de festiviteiten die verantwoordelijk was voor de eerstesteenlegging van het standbeeld voor Robert E. Lee in Richmond. Toen Jefferson in 1889 overleed, bedankte Beauregard voor de eer om de rouwstoet aan te voeren.
Beauregard overleed in zijn slaap in New Orleans. De doodsoorzaak bestond uit een hartziekte, problemen met de aorta en myocarditis. Edmund Kirby Smith, de langst levende generaal van het Zuiden, was het hoofd van de rouwstoet toen Beauregard werd bijgezet in het schrijn van het Army of Tennessee in het Metairie Cemetery.